# Comuna Obariv
Obariv (în ucraineană Обарів) este o comună în raionul Rivne, regiunea Rivne, Ucraina, formată din satele Obariv (reședința) și Stavkî.

## Demografie
Componența lingvistică a comunei Obariv
     Ucraineană (97,96%)
     Rusă (1,84%)
     Alte limbi (0,18%)
Conform recensământului din 2001, majoritatea populației comunei Obariv era vorbitoare de ucraineană (97,96%), existând în minoritate și vorbitori de rusă (1,84%).